# Pneumologia
Pneumologia é a especialidade médica a qual é responsável pelo tratamento das patologias das vias aéreas inferiores. O profissional habilitado para atuar nessa especialidade é denominado pneumologista.
Entre as doenças sob enfoque da pneumologia encontram-se Apnéia Obstrutiva do Sono, Asma, Bronquite, Doença Pulmonar Obstrutiva crônica (DPOC), Pneumonias em suas variadas etiologias, Deficiência de Alfa-1-antitripsina (DAAT), Fibrose Cística, Tuberculose, Micoses Pulmonares, Doenças Pulmonares Interticiais, Transtornos vasculares dos pulmões, Doenças auto-imunes com comprometimento pulmonar e as Pneumoconioses.
Além da avaliação clínica, os Pneumologistas são habilitados para a realização de exame espirométrico (ou espirometria) de broncoscopia.